# Viaró Global School
Viaró Global School, més conegut com a Col·legi Viaró, és una institució privada d'educació ubicada a Sant Cugat del Vallès. Des del 2022 es considera un centre privat d'ensenyament. Des de 2010 és membre de l'Associació Europea d’Educació Diferenciada. El 24 de gener de 2025, el centre va denunciar davant dels jutjats a un dels seus professors, que duia una dècada en exercici, per haver comés presumptes abusos sexuals als seus alumnes. Després d'una investigació realitzada pels Mossos d'Esquadra, el docent va ser acusat d'haver realitzat tocaments a diversos alumnes de 3r d'ESO dins del recinte escolar.